# Synodus hoshinonis
Synodus hoshinonis är en fiskart som beskrevs av Tanaka, 1917. Synodus hoshinonis ingår i släktet Synodus och familjen Synodontidae. Inga underarter finns listade i Catalogue of Life.